# AKBAN
AKBAN（光番）は、1986年にイスラエルにて創設された国際的な非営利の武術系団体である。
団体名の由来はトルコ語の「光」と日本語の「番」（防御を示す意）に拠る。
指導内容は古武道寄りの武神館忍術を必修とし、総合格闘技やブラジリアン柔術、柔道、天真正伝香取神道流の型稽古など幅広く、その他瞑想、フィットネスなども行っている。
イスラエル国内に12拠点があり、師範は700人の生徒と弟子を指導している。
黒帯の昇段試験に至るまでには最短で12〜13年の修業が必要であるが、イスラエルの武道団体内に高く評価されている。
習得希望者用のプログラムを提供しており、内容はイスラエル科学技術省の大臣によって認可されている。 
師範は15の道場（本道場、学校、外国人用、女性用、男性用など）のほかに、20年以上の訓練を積んでいる弟子たちが稽古している修行用道場にて指導している。